# Línea 3C (Santa Rosa)
La línea 3 Cementerio o 3C es una línea de colectivos urbana de Santa Rosa, que une el Barrio Malvinas Argentinas con el Cementerio Parque. El boleto cuesta 4 pesos el general y 1,25 para estudiantes, jubilados y excombatientes.

## Recorrido principal
IDA: Raúl Diaz y Tito Fuertes, Centro de la ciudad, Cementerio Parque.
VUELTA:  Cementerio Parque, Centro de la ciudad, Raúl Diaz y Tito Fuertes.